# Richard Arbib

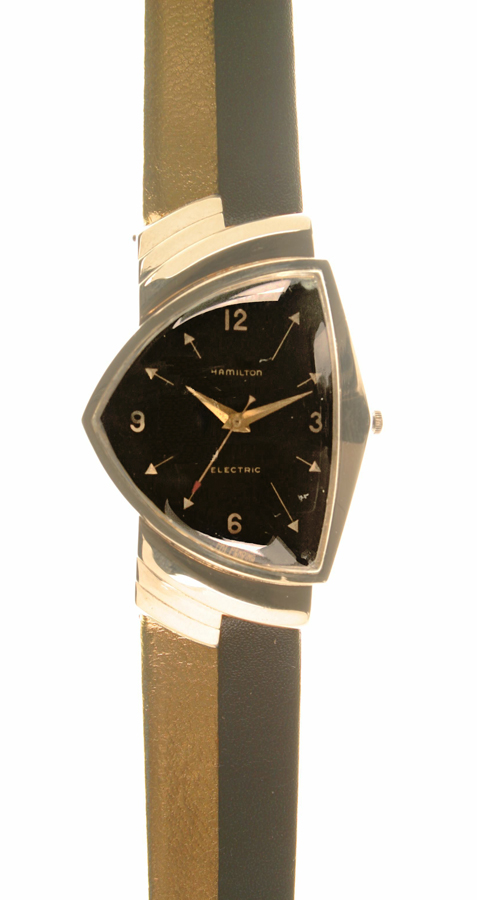
Hamilton Ventura, 1957.

Richard Arbib född 1 september 1917 i Gloversville i New York, död 22 februari 1995 på Manhattan i New York var en amerikansk industridesigner. Arbib avlade examen från Pratt Institute i New York år 1939.
Arbib var formgivare åt bland annat Argus, General Motors, International Nickel, Republic Aviation och Union Pacific.